# لوبانا
لوبانا (به آلمانی: Lubahn) شهرکی در لتونی با جمعیت ۱٬۹۳۴ نفر است که در lubāna municipality واقع شده‌است.